# 秋田内陸縦貫鉄道AN-8900形気動車
秋田内陸縦貫鉄道AN-8900形気動車（あきたないりくじゅうかんてつどうAN8900がたきどうしゃ）は、秋田内陸縦貫鉄道が保有する急行列車用の気動車である。

## 概要
1989（平成元）年4月1日の秋田内陸線全通に伴い新設された急行「もりよし」の専用車両として、AN-8901 - 8905の5両が新潟鐵工所で製造された。
新潟鐵工所製NDCの一つで、台車・走行機器は前年に普通列車用として投入されたAN-8800形をベースにしているが、急行用のため車体構造、室内構造が大幅に変更された。
2021（令和3）年9月までに8905を除く4両が廃車になっている。

## 構造
8901 - 8904は前面非貫通の片運転台車で、運転台側の前面は客室からの視界を考慮し前面窓が大型化されている。また、側面窓も、眺望性を向上させるため横幅1005mm、縦幅1530mmの大型固定窓に変更されている。客用扉は連結面側の1か所に設けられている。
車内は中央部にコの字型のソファが、その前後に転換クロスシートが配置されている。また、鷹巣側に連結される奇数番号車（8901・8903）は車端部に売店とトイレが、角館側に連結される偶数番号車（8902・8904）は車端部に自動販売機とロングシートが設けられている。このほかイベント用のAV機器も設置されている。

8905は前面貫通型の両運転台車で、側面両端に2か所の扉が設けられている。車内は転換クロスシートで、トイレやAV機器を設置しているが、ソファーや自販機はない。2020年には転換クロスシートは維持しつつ窓向きのシート・テーブルなどを設置した観光列車に改造され、「人々の笑顔を乗せて走り続けてほしい」として「笑EMI」の愛称が付与されている。

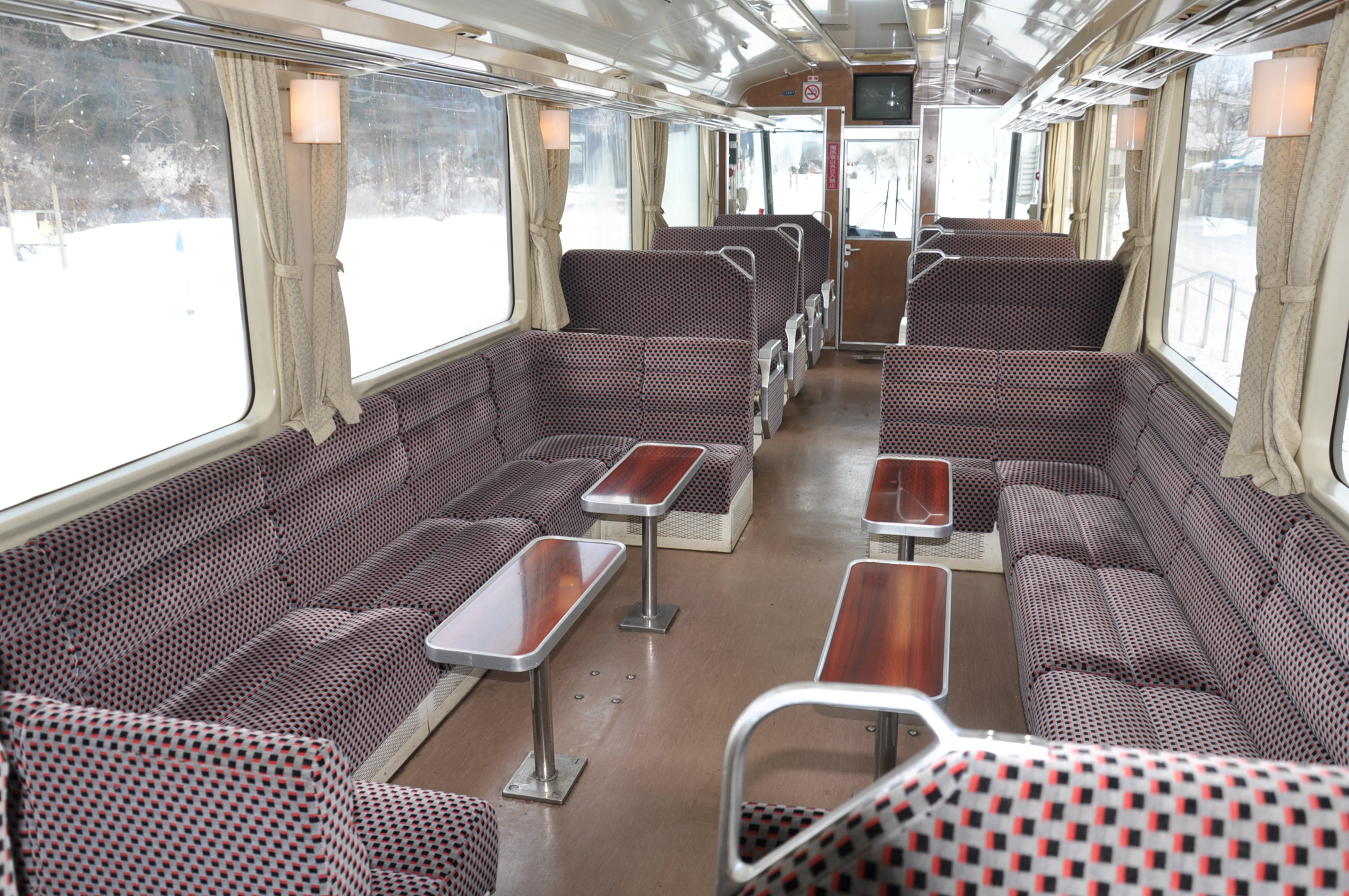
一般車のサロン席（2010年1月9日）

## 運用
登場以来、急行「もりよし」のほか東日本旅客鉄道（JR東日本）奥羽本線に直通する臨時列車にも使用されており、羽越本線に乗り入れた実績もある。一時期、全車が原色を用いた派手なカラーリングとともに「MORIYOSHI EXPRESS」のレタリングが入った外観となっていたが、のちに元に戻されている。
2012（平成24）年3月17日に実施されたダイヤ改正で、経費削減のため急行運用が普通列車用であるAN-8800形に置き換えられた。これにより本形式は観光シーズンの臨時列車や団体・貸切列車などに使用されるのみとなり、余剰となった8902と8903が廃車された。その後、8901も老朽化のため2018（平成30）年に廃車、8904も2021（令和3）年9月12日のさよなら運転をもって一般営業を終了、同年9月15日の貸切運行を最後に廃車となった。なお、8901と8904は阿仁合駅に留置されている。
「笑EMI」に改造された8905は2020（令和2）年2月1日から「もりよし」での運用に復帰し、日曜・休日を中心に運用されている。

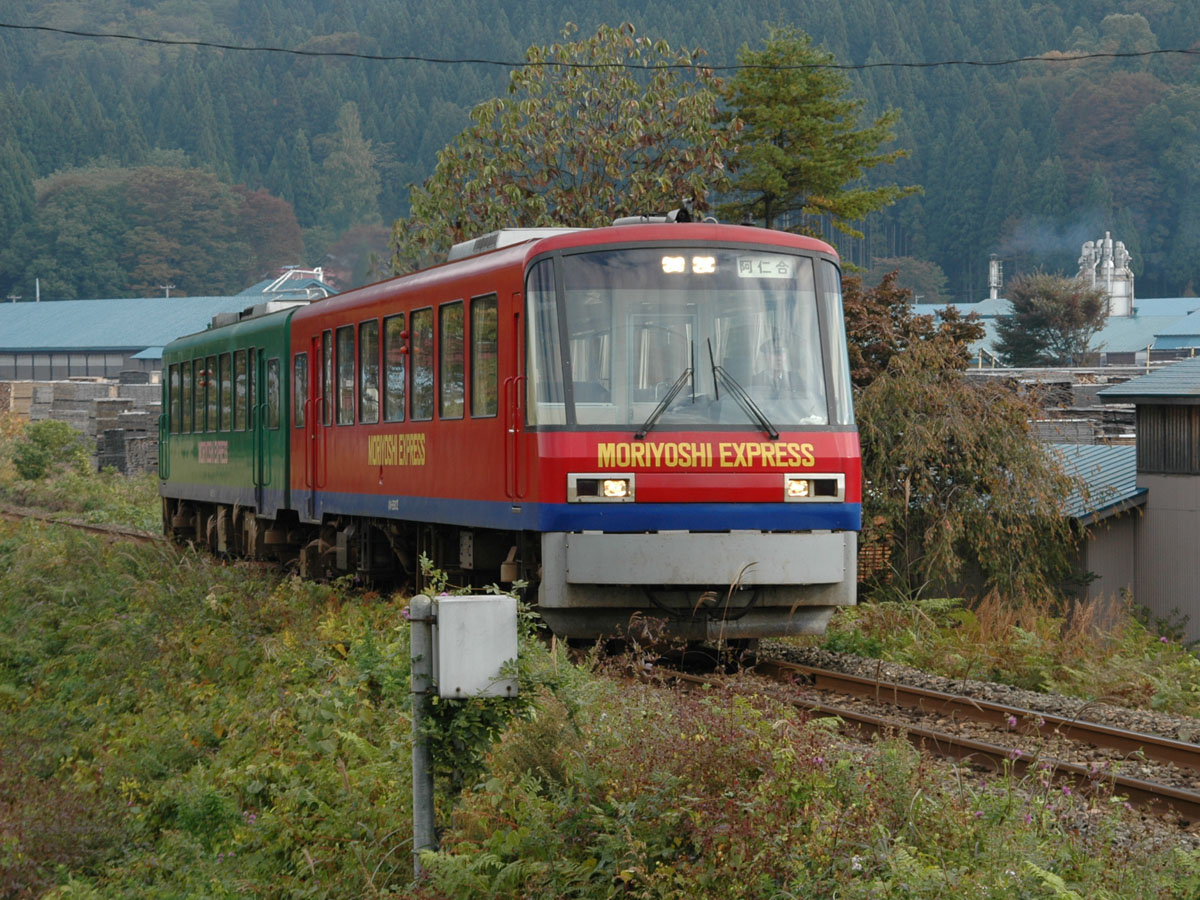
急行「もりよし」で走るAN-8903とAN-8904 （2005年10月21日）
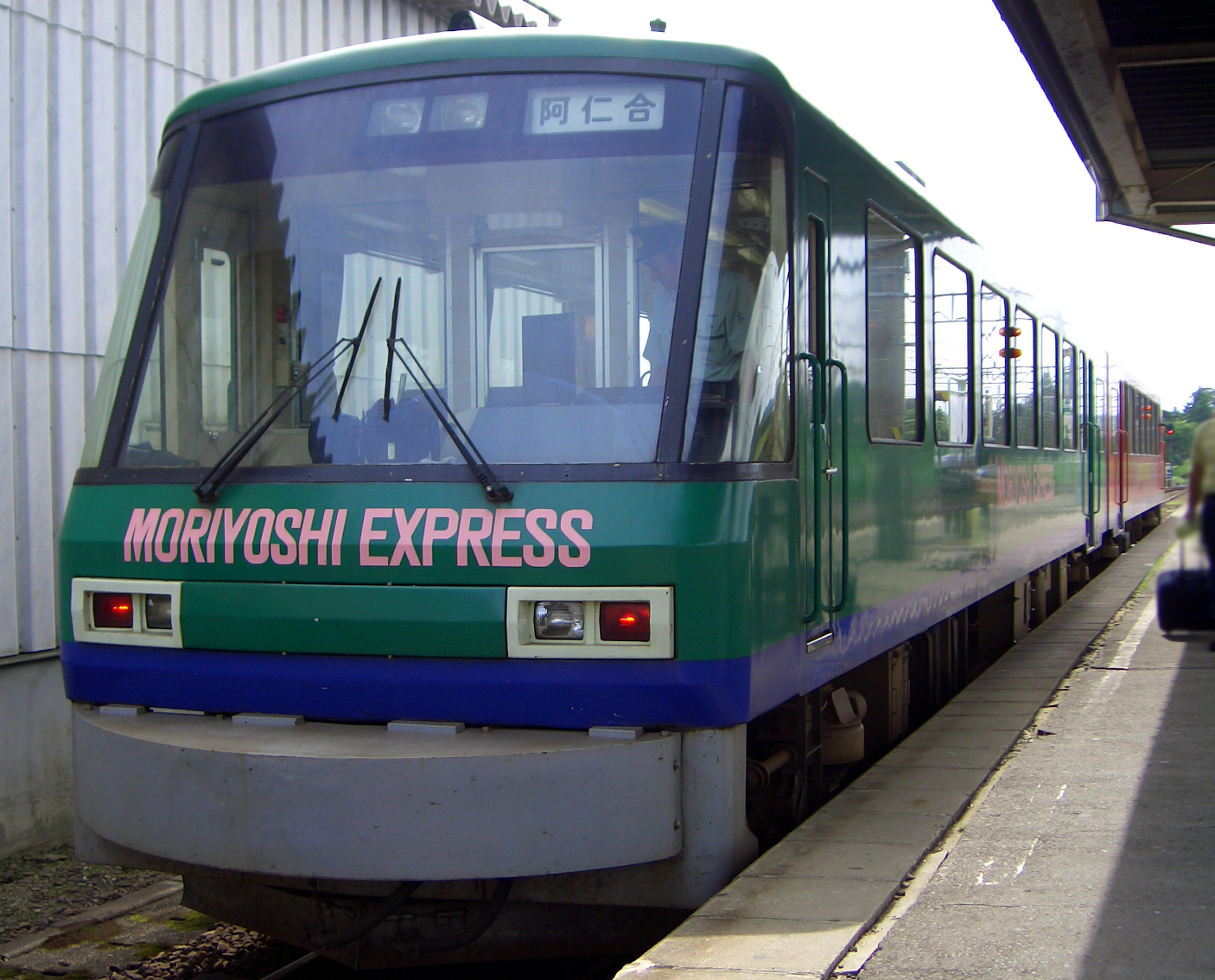
AN-8904 （2007年7月21日）
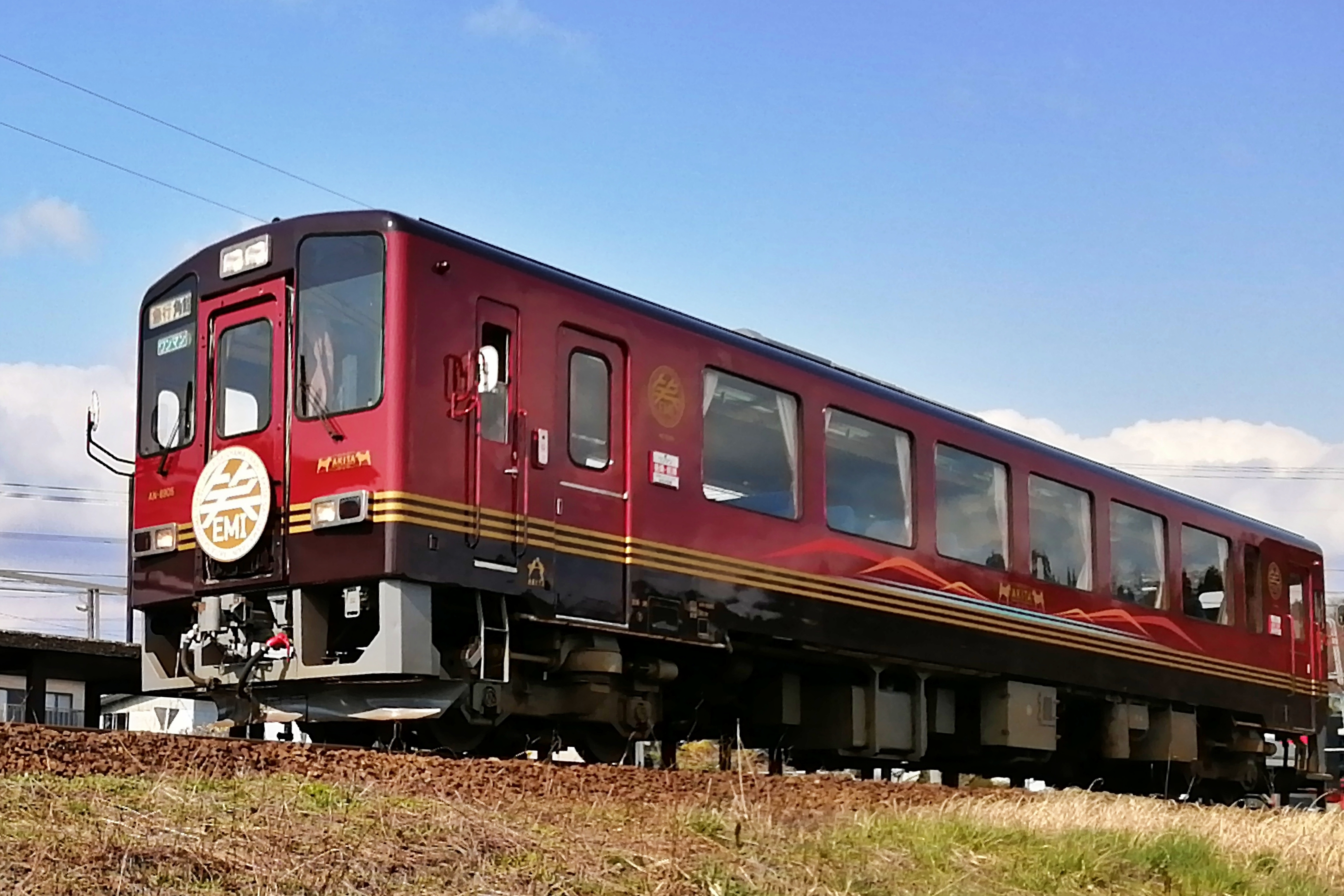
AN-8905「笑EMI」 （2020年4月12日）
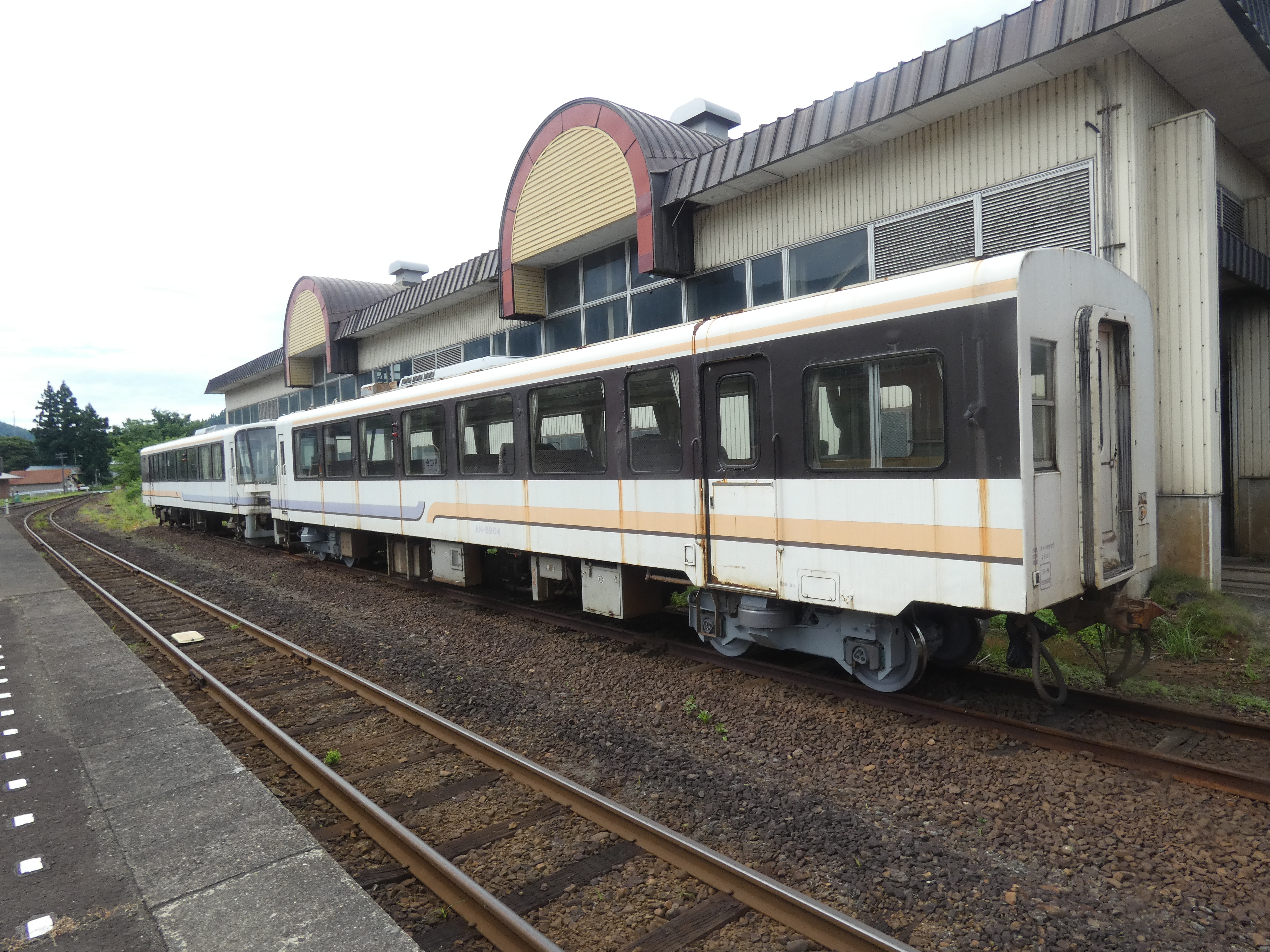
阿仁合駅に留置中の8901・8904